# Venonia chaiwooi
Espèce
Venonia chaiwooi est une espèce d'araignées aranéomorphes de la famille des Lycosidae.

## Distribution
Cette espèce est endémique des Palaos

## Publication originale
- Yoo & Framenau, 2006 : Systematics and biogeography of the sheet-web building wolf spider genus Venonia (Araneae: Lycosidae). Invertebrate Systematics, vol. 20, p. 675-712.